# Иксион
Иксио́н (др.-греч. Ἰξίων, Ἰξίονος; лат. Ixion) — персонаж древнегреческой мифологии, сын Флегия (по наиболее распространённой версии), царь фессалийских племён лапифов и флегиев. Отличался дерзостью и нечестивостью, первым из людей согласно древнегреческим мифам убил родственника. Зевс даровал Иксиону очищение и допустил на пиры богов на Олимпе, но там герой продемонстрировал свои неблагодарность и несдержанность. Иксион почувствовал страсть по отношению к жене Зевса Гере. Тогда при попустительстве Зевса был создан образ Геры из богини туч Нефелы, который и предоставили Иксиону. После того как Иксион начал хвастаться перед людьми, что имел любовную связь с женой самого Зевса, боги его покарали: Иксиона привязали к вечно крутящемуся колесу, которое, по разным вариантам мифа, пустили по поднебесью или отправили в подземное царство. В ряде античных источников Иксиона называют отцом или более отдалённым предком кентавров. Его сыном был друг Тесея Пирифой.
Миф об Иксионе стал источником сюжетов для пьес Эсхила, Софокла и Еврипида (сохранились только небольшие фрагменты), для произведений живописи античности и Нового времени. В XX веке Иннокентий Анненский написал трагедию «Царь Иксион». В науке существуют гипотезы, что в религии доархаического периода Иксион был одним из божеств, олицетворявших Солнце.

## Мифы

### Происхождение
Большинство источников называет отцом Иксиона Флегия — сына бога войны Ареса и эпонима мифического племени, которое жило в Фессалии и Беотии. При этом у Страбона Иксион — брат Флегия. В альтернативных генеалогиях отцами героя оказываются Айтон, Пейсион, внук Лапифа Антион, Леонтей, Арес и даже верховный бог Зевс. По данным Диодора Сицилийского, матерью Иксиона была Перимела, дочь Амифаона из рода Эолидов. Дочерью Флегия и, соответственно, сестрой Иксиона по наиболее популярной версии мифа была Коронида, возлюбленная Аполлона и мать Асклепия.

### Жизнь и кара богов
После смерти Флегия Иксион стал царём флегиев и лапифов, обитавших в северной части Фессалии — в районе гор Пелион и Осса, городов Гиртон, Лариса и Атракс, в долине реки Пеней. Столица находилась в Ларисе. Во время правления воевал с перребийцами, которых подчинил своей власти. Иксион женился на Дие, дочери Деионея, Гесионея или Эонея (об этом герое больше ничего не известно), причём пообещал тестю богатый свадебный дар, но так ничего и не отдал. Поэтому отец Дии взял у Иксиона в залог коней. Тот пригласил тестя к себе в гости, «пообещав слушаться его во всём», и столкнул в огненную яму, прикрытую сверху досками. Это было первое убийство члена семьи — преступление столь тяжкое, что и боги, и люди отказали убийце в очищении. Иксиона постигло безумие.
Зевс сжалился над Иксионом, провёл очищение и даже допустил на Олимп на трапезы богов. Там герой влюбился в жену верховного бога Геру. Тогда Зевс создал из тучи Нефелы призрак, похожий на Геру, либо по другой версии Гера по приказу своего мужа отправила к Иксиону Нефелу, с которой он и возлёг.
Существует две версии относительно того, когда Иксиона постигла кара богов. По одной версии, это произошло, как только Зевс удостоверился в порочных замыслах Иксиона по отношению к его жене; по другой, героя наказали не за то, что он возжелал богиню и жену верховного бога, а за похвальбу перед людьми своей любовной связью. В античной литературе присутствует масса вариантов мифа. В наиболее ранней литературной фиксации мифа у Пиндара бессмертного Иксиона прикрепили к вечно крутящемуся крылатому колесу и заставили постоянно кричать смертным «Кроткою мздою воздавай благодетелю!». В других вариантах мифа его распяли на колесе, причём сделал это лично бог кузнечного мастерства Гефест. В некоторых версиях колесо огненное и увитое змеями, которое ветры понесли по поднебесью, либо в подземном царстве.
В эпизоде «Георгик» Вергилия, где описано посещение легендарным музыкантом Орфеем Аида, колесо Иксиона остановилось под воздействием прекрасного пения.
По альтернативной версии мифа Иксион вместе с сыном Пирифоем испытывает «танталовы муки»: он лежит на праздничном ложе под вот-вот готовым упасть камнем рядом со столами с едой, до которой не может дотянуться.

### Потомство
Дия родила Иксиону сына Пирифоя и дочь Фисадию. По мнению антиковеда Ульриха фон Виламовиц-Мёллендорфа, последнюю следует отождествить с Клименой, которую захватили в плен Диоскуры и отдали в услужение своей сестре Елене. Климена сопровождала свою госпожу в Трою и после падения города досталась в качестве военной добычи Акаманту.
Пирифой, сын Иксиона по одной версии, по другой — Зевса наследовал царство своего отца или отчима в Фессалии.
Сыновьями Иксиона и Нефелы либо Иксионидами некоторые античные авторы называют всех кентавров без указания их количества и имён. По отдельности к сыновьям Иксиона причисляют кентавров Абанта, Несса, Хирона (по альтернативной версии сына Кроноса), прародителя всех полулюдей-полулошадей по имени Кентавр. Последний, по данным Пиндара, смешался с магнесийскими кобылицами, которые и произвели на свет полчище существ с нижней частью от матерей, а верхней — от отца.

### Попытки рационального трактования мифа
Позднеантичные писатели пытались найти историческую подоплёку внешне невероятных историй о Пирифое. Так, по одной из версий Иксион пообещал большую награду тем, кто истребит одичавшее стадо быков на горе Пелион. Юноши из деревни Туча приручили лошадей и истребили быков. Именно их и назвали кентаврами. Впоследствии их пригласили на пир, где они перепились и начали бесчинствовать. Это стало причиной войны между «кентаврами» и жителями Ларисы, называемых лапифами. Люди стали говорить, что на них нападают кентавры из Тучи. Впоследствии история трансформировалась в миф о рождении из тучи на горе существ, в которых соединились конь и человек.
Согласно Дромокриту в изложении Фульгенция Мифографа, Иксион для сохранения своей власти собрал сотню вооружённых всадников, которых прозвали «кентаврами». Позже его свергли и приговорили к колесованию, чтобы показать, что тот, кто стремится к власти путём насилия, будет низвергнут подобно тому, как верхняя точка колеса становится нижней.

## В культуре

### Античность
Миф об Иксионе достаточно поздно стал предметом интереса античных писателей: о преступлениях этого героя нет ни слова в поэмах Гомера и Гесиода, и разработка сюжета начинается только у Пиндара, жившего в VI веке до н. э. Иксиона считали воплощением вероломства и нечестивости, но в то же время отдавали должное его дерзости, а рассказы о постигшей его каре, по мнению Иннокентия Анненского, должны были поражать воображение древних греков. Поэтому начиная с V века до н. э. Иксион не раз становился главным героем трагедий (по словам Аристотеля, этот сюжетный материал подходил для «трагедии патетической»). Эсхил написал о нём в одноимённой пьесе (фрг. 90—91 Радт) и в трагедии «Перребиянки» (фрг. 184—186 Радт), а может быть, даже посвятил Иксиону целую трилогию. Трагедии под названием «Иксион» принадлежали перу Софокла, Еврипида, Тимесифея, Каллистрата и неизвестного автора, а Евбул посвятил этому сюжету комедию. Тексты всех этих произведений утрачены почти полностью. Сохранился относительно большой фрагмент пьесы Еврипида:
В антиковедении существует гипотеза, что Еврипид изобразил Иксиона как софиста, ставящего под сомнение основные этические постулаты. Действие «Иксиона» Эсхила, согласно ещё одному предположению, включало только убийство заглавным героем тестя и заканчивалось на очищении, дарованном Зевсом.
В античном изобразительном искусстве сюжеты, связанные с Иксионом, встречаются в вазописи, на фресках в Помпеях и в скульптуре. Первыми сохранившимися изображениями Иксиона, согласно А. Б. Куку, являются гемма V века до н. э., на которой обнажённый герой помещён в колесо, и канфар. На последнем изображены Гера на троне, Арес и Гермес, держащие с двух сторон Иксиона за руки, а также Афина, которая катит колесо с четырьмя спицами и крылышками. На апулийской амфоре колесо с Иксионом явно находится в поднебесье, так как там же изображены Зевс и богиня радуги Ирида. Кампанская амфора из Кум отображает представление о том, что Иксиона к колесу привязывают змеи; это колесо висит в воздухе, и его поддерживают две крылатые женские фигуры. На фреске из Помпей колесо с Иксионом помещено на задний план, а на переднем плане олимпийские боги, задействованные в данном мифе. Этрусское зеркало с соответствующими изображениями свидетельствует о том, что миф был распространён не только в античных Греции и Риме, но и в Этрурии. В эпоху владычества Рима миф нашёл отображение на нескольких саркофагах. На сохранившихся изображениях представлен миф об Иксионе совместно с преданиями о вечных муках других персонажей, которые прогневили богов.
Древние греки видели в созвездии Коленопреклонённого изображение Иксиона.
|                                           |                                           |                                  |                                    |                                                      |
| Античная гемма с Иксионом V века до н. э. | Изображение на античной кампанской амфоре | Изображение на этрусском зеркале | Фрагмент саркофага II века до н. э | Сизиф, Иксион и Тантал на античном римском саркофаге |

### Новое и Новейшее время
В европейской литературе к сюжету мифа об Иксионе почти никто не обращался. Возможно, единственным исключением стала трагедия русского поэта и переводчика Еврипида Иннокентия Анненского «Царь Иксион», написанная в 1902 году. Она рассказывает о втором преступлении заглавного героя, связанном с Нефелой; автор, по его собственным словам, модернизировал миф с точки зрения психологии и специально допускал анахронизмы, поскольку они помогали убрать границы между античной эпохой и современностью. В начале пьесы Иксион охарактеризован как человек, который «ещё очень молод, но выглядит почти стариком, бледный, небритый, больной, оборванный».

                   О сын Флегия, деспот Иксион —

                   Тот муж, что был рожден сограждан выше

                   (Неправеден и волей и умом),

                   Теперь друзьям и городу — чума.

                   Ты высшее, что смертные свершили,

                   Старайся превзойти, — ни власть царей,

                   Ни пышный дом без муки не даются.

                   Приобрети хвалу за справедливость

                   И делай все, что прибыльно потом.

                   То враг, но чту я больше справедливость.
— Иннокентий Анненский. Царь Иксион (вместо предисловия).
В поэме Джорда Байрона «Дон Жуан» присутствует аллегорическое сравнение страданий Иксиона с бесцельным и бесполезным трудом британского политика Р. С. Каслри:
Трудяся годы,
Ты не достиг почтенья у людей.
С тобою Иксиона жернов сходен:
Твой вечный труд бесцелен и бесплоден.
В живописи к сюжету об Иксионе обращались Гвидо Рени, Хосе де Рибера, Питер Пауль Рубенс, Корнелис Корнелиссен, Джованни Баттиста Лангетти, Жюль Эли Делоне и другие мастера живописи Нового времени. Тициан по заказу Марии Австрийской создал четыре картины, на которых отображены страдания древнегреческих мифологических персонажей за преступления против богов — Тития, Сизифа, Тантала и Иксиона. Картина с Иксионом до наших дней не сохранилась. Схожий по сути цикл гравюр «Четверо наказанных» был создан нидерландским художником Хендриком Гольциусом. Эти персонажи были выбраны не произвольно, а исходя из совместного описания их мучений Овидием в Метаморфозах.
В XVII—XVIII веках были созданы связанные с мифами об Иксионе оперы Д. Б. Альвери, Н. А. Штрунгка, И. А. Хассе и других композиторов
|                                             |                                          |                                                                      |                                                                                     |
| «Иксион и Нефела». П. Рубенс 1615 год. Лувр | «Иксион». Хосе де Рибера 1632 год. Прадо | «Пытки Иксиона». Д. Б. Лангетти XVII век. Художественный музей Понсе | «Иксион в подземном мире». Жюль Эли Делоне 1876 год. Музей изящных искусств в Нанте |

Иксион стал эпонимом одного из крупнейших плутино пояса Койпера.

### Толкование мифа в науке
Некоторые исследователи считают, что в мифах нашло отражение мифологическое прошлое Иксиона, как солярного божества племён доархаической Греции. По мнению М. Л. Гаспарова, «казнь Иксиона символична: он распят на колесе, как приворотная птица-вертишейка при любовном чародействе». Образ огненного колеса, к которому привязан Иксион, некоторые исследователи склонны связывать с перемещающимся по небосводу солнечным диском. Профессор Кембриджского университета, историк религии А. Б. Кук сделал предположение, что первоначально разные виды казни и телесных наказаний были своего рода жертвоприношениями богам; колесование «людей-иксионов» могло быть принесением жертвы Солнцу.